# Instituto Federal do Rio de Janeiro
O Instituto Federal de Educação, Ciência e Tecnologia do Rio de Janeiro (IFRJ), mais conhecido como Instituto Federal do Rio de Janeiro (IFRJ) é uma instituição de educação básica, profissional e superior que integra a Rede Federal de Educação Científica e Tecnológica.
Foi criado em 29 de dezembro de 2008, no segundo governo do presidente Luiz Inácio Lula da Silva, por transformação do antigo Centro Federal de Educação Tecnológica em Química (CEFETEQ) de Nilópolis, contudo, suas origens remontam o ano de 1942, há 60 anos. No mesmo ato legal, foi incorporada a Escola Técnica Federal Nilo Peçanha, de Pinheiral, então pertencente à Universidade Federal Fluminense e com mais de 100 anos de existência. O IFRJ foi criado com campi nos municípios de Duque de Caxias, Nilópolis, Pinheiral e Rio de Janeiro, no bairro Maracanã. Rapidamente foi expandido com novos campi em Arraial do Cabo, Mesquita, Paracambi, São Gonçalo, Volta Redonda e no bairro de Realengo, no Rio de Janeiro. Entre os anos de 2015 e 2017 o IFRJ chegou aos municípios de Belford Roxo, Resende e São João de Meriti. Em 2019, foi inaugurada sua unidade mais recente, no município de Niterói.
Atualmente são ofertados doutorados, mestrados, especializações, licenciaturas, bacharelados, cursos superiores de tecnologia, cursos técnicos subsequentes ou concomitantes ao Ensino Médio, cursos técnicos integrados ao Ensino Médio e cursos de extensão, tanto presencialmente quanto na modalidade EaD.
Foi a primeira instituição pública a oferecer o curso de graduação em Terapia Ocupacional no Estado do Rio de Janeiro (campus Realengo); é a única instituição pública federal a atuar na Zona Oeste da cidade do Rio de Janeiro, onde são ofertados cursos de graduação na área da saúde (farmácia, fisioterapia e terapia ocupacional); e, é a única instituição pública federal a ofertar o curso de graduação em Jogos Digitais no país.
A instituição se tornou um reconhecido centro de desenvolvimento científico e tecnológico e de formação de jovens cientistas no Brasil e na América Latina; por meio da excelência do ensino, pesquisa, extensão e inovação. Em 2014 o jornal Folha de S.Paulo classificou o IFRJ como a 7º melhor instituição pública do Estado, à frente da UENF, FAETERJ, IFF, UEZO, ISERJ e FESM.
Nas últimas edições do ENADE, os cursos de bacharelado em ciências biológicas e de tecnologia em gestão ambiental, ambos do campus Rio de Janeiro - Maracanã, obtiveram nota máxima (5). Em 2018 foi recredenciado pelo MEC obtendo conceito 4, numa escala de 1 a 5, sendo 5 a nota máxima.

## História
O Instituto Federal de Educação, Ciência e Tecnologia do Rio de Janeiro foi criado, de acordo com a Lei 11.892, de 29 de dezembro de 2008, mediante a transformação do Centro Federal de Educação Tecnológica de Química de Nilópolis, conforme o artigo 5º, inciso XXVI. Seguindo-se, conforme o anexo II, a integração do Colégio Agrícola Nilo Peçanha, até então vinculado à Universidade Federal Fluminense. Mas a criação original vem do decreto federal nº 7.566, de 23 de setembro de 1909 que criou em todas as capitais dos estados brasileiros a Escolas de Aprendizes Artífices, para o ensino profissional primário e gratuito.
A história teve início em 1945, com a criação do Curso Técnico de Química Industrial (CTQI). Desde fevereiro de 1942 que o Decreto-Lei no 4.127/1942 previa, em seu artigo 4º, a criação de uma Escola Técnica de Química. No entanto, apenas em 16 de agosto de 1943, através do Decreto-Lei, foi formalmente criado o curso pela Escola Nacional de Química da Universidade do Brasil, atual Universidade Federal do Rio de Janeiro. Este curso funcionou nas dependências daquela Universidade de 1944 a 1946, porém, logo em seguida, mesmo sem que fosse alterada a vinculação administrativa, o curso passou a funcionar em espaço cedido pela Escola Técnica Nacional (ETN), atual Centro Federal de Educação Tecnológica Celso Suckow da Fonseca (CEFET-RJ) no Rio de Janeiro. Somente em 16 de fevereiro de 1956, promulgada a Lei no 3.552/1956, segunda Lei Orgânica do Ensino Industrial, foi criada a Escola Técnica Federal de Química do Rio de Janeiro (ETFQ-RJ), autarquia que tinha como missão oferecer o Curso Técnico de Química Industrial.
Durante quatro décadas a Instituição permaneceu funcionando nas dependências da ETN com Curso Técnico de Química Industrial. As instalações foram ampliadas salas de aula e mais laboratórios em 1977. Em 1981, após ampliação de suas instalações, a ETFQ-RJ, acompanhando o processo de desenvolvimento industrial e tecnológico da nação, deu início à atualização e à expansão de seus cursos, criando o Curso Técnico de Alimentos. O ano de 1986 marcou a conquista da sede própria, no bairro do Maracanã, Município do Rio de Janeiro e em 1988 a criação do curso Técnico em Biotecnologia.
Em 1994, a ETFQ-RJ fundou a Unidade de Ensino Descentralizada de Nilópolis (UnED). Inicialmente, eram oferecidos apenas cursos técnicos, apresentando novas instalações, que contavam com laboratórios para o ensino e a pesquisa, salas ambiente, salas de aula, biblioteca, refeitório, auditório, e quadras poliesportivas. Em 1999 a ETFQ-RJ teve sua sede transferida para Nilópolis e assumiu novas responsabilidades, ao ser transformada em Centro Federal de Educação Tecnológica de Química - CEFET Química/RJ. A transformação em Instituição de Ensino Superior permitiu a oferta de cursos de graduação e de pós-graduação, juntamente criado com o Centro de Ciência e Cultura, um espaço destinado à formação e treinamento de professores, divulgação e popularização da ciência e suas interações com as mais diversas atividades humanas.
O Instituto Federal de Educação, Ciência e Tecnologia do Rio de Janeiro – IFRJ é formado atualmente por quinze campi: Arraial do Cabo, Belford Roxo, Duque de Caxias, Engenheiro Paulo de Frontin, Maracanã, Mesquita, Nilópolis, Niterói, Paracambi, Pinheiral, Realengo, Resende, São Gonçalo, São João de Meriti e Volta Redonda, com a Reitoria instalada no município do Rio de Janeiro.

## Reitores
4º Reitor do IFRJ (2018-2022 e 2022-2026): Prof. Dr. Rafael Barreto Almada
Rafael Barreto Almada é professor do Instituto Federal do Rio de Janeiro (IFRJ) e Doutor em Engenharia Química pela COPPE – Universidade Federal do Rio de Janeiro. Ex-aluno do IFRJ, possui formação em Técnico em Química (2001), graduação em Química Industrial pela Universidade Federal Fluminense (2005), Licenciatura em Química (2009) e Especialização em Gestão Ambiental pela Universidade Cândido Mendes (2009) e Mestrado (2008) em Engenharia Química pela COPPE- Universidade Federal do Rio de Janeiro.
Professor de Físico-Química, Química Analítica e Química Ambiental no Campus Rio de Janeiro (Maracanã) do IFRJ. Ao longo da sua trajetória profissional, participou de importantes iniciativas e gestões educacionais: Vice-Coordenador do Curso Técnico em Química – IFRJ, Conselheiro representante docente no Conselho Superior – IFRJ, Coordenador Geral de Programas e projetos, Pró-Reitor de Extensão – IFRJ, Coordenador Nacional do Fórum de Pró-reitores de Extensão – FORPROEXT/CONIF, Assessor Especial para o Desenvolvimento da Extensão Tecnológica do Núcleo Estruturante da Política de Inovação da Secretaria de Educação Profissional e Tecnológica do Ministério da Educação – SETEC/MEC, Conselheiro representante do MEC no Conselho Superior do Instituto Federal do Acre, Instituto Federal de São Paulo, Colégio Pedro II e do Conselho Diretor do Centro Federal de Educação Tecnológica Celso Suckow da Fonseca, Conselheiro e Presidente do Conselho Regional de Química – Terceira Região.
Tem experiência na área de Química, com ênfase em Química Analítica Ambiental, atuando principalmente nos seguintes temas: química de produtos naturais, química ambiental, controle ambiental, inovação tecnológica, tratamento efluentes domésticos e industriais e técnicas e avaliação de reuso para os diversos fins.
2º Reitor do IFRJ (2010-2014): Prof. Fernando Cesar Pimentel Gusmão. Bacharel em Química Industrial, Licenciado em Química e Mestre em Educação, foi Professor do CEFET Celso Sucow da Fonseca (1975-2005) e do IFRJ (1981-2014), tendo exercido o mandato de Reitor do IFRJ entre 2010 e 2014.
3º Reitor do IFRJ (2014-2018): Prof. Paulo Roberto de Assis Passos.  Bacharel em Engenharia Química (UERJ), Licenciado em Química (UERJ), Mestre em Química Orgânica (UFRJ) e Doutor em Planejamento Energético com concentração em Planejamento Ambiental (UFRJ). É Professor do IFRJ desde 1987, tendo exercido o mandato de Reitor do IFRJ entre 2014 e 2018.
1ª Reitor do IFRJ (2009-2010): Prof. Dr Luiz Edmundo Vargas de Aguiar. Bacharel em Química, Licenciado em Química, Mestre em Biologia Molecuar e Celular e Doutor em Ciências. Foi Professor do IFRJ (1994-2015), tendo exercido o mandado de Diretor do então CEFET Química de Nilópolis e posteriormente IFRJ, durante o processo de criação. Exerceu, também, a função de Pró-Reitor de Extensão.

Logotipo do Campus Niterói, a mais recente instalação acadêmica da rede fluminense, inaugurada em 2019